# Charles McCarry
Charles McCarry (* 14. Juni 1930 in Pittsfield, Massachusetts; † 26. Februar 2019 im Fairfax County, Virginia) war ein US-amerikanischer Autor.

## Leben
McCarry wuchs in den Berkshire Mountains in Massachusetts auf. Er diente in der U.S. Army und war Korrespondent für The Stars and Stripes. In den 1950er Jahren war er Redenschreiber für Präsident Dwight D. Eisenhower. Im Anschluss daran wurde er für die CIA tätig und kam weltweit für diese zum Einsatz. 1967 verließ er die CIA und wurde schriftstellerisch tätig. 1971 veröffentlichte er mit The Miernik Dossier sein erstes Buch. Hauptfigur des Werkes war der Spion Paul Christopher. Im Laufe der Jahre schrieb McCarry mehrere Fortsetzungen. Seine Bücher wurden in mehr als 20 Sprachen übersetzt. Sein Roman The Better Angels wurde 1982 unter dem Titel Wrong Is Right (deutsch: Flammen am Horizont) verfilmt.
Des Weiteren war er Editor-at-Large bei National Geographic. McCarry war verheiratet und hatte Kinder. Darunter ist Nathan McCarry.

## Veröffentlichungen

### Die Paul Christopher Serie
- 1971: The Miernik Dossier (deutsch: Das Miernik-Dossier. Ullstein Verlag, 1986)
- 1974: The Tears of Autumn (deutsch: Tränen des Herbst. Ullstein Verlag, 1986)
- 1977: The Secret Lovers (deutsch: Codewort Liebe. Ullstein Verlag, 1987)
- 1983: The Last Supper
- 1991: Second Sight
- 2004: The Old Boys
- 2007: Christopher's Ghosts

### Einzelwerke
- 1979: The Better Angels (deutsch: Die besseren Engel. Ullstein Verlag, 1986)
- 1979: Double Eagle
- 1988: The Bride of the Wilderness (deutsch: Das ferne Glück. Blanvalet, 1990)
- 1995: Shelley's Heart
- 1998: Lucky Bastard
- 2011: Ark
- 2013: The Shanghai Factor

### Sachbücher
- 1973: Citizen Nader
- 1980: Great Southwest
- 1989: Paths of Resistance: The Art and Craft of the Political Novel (zusammen mit Isabel Allende, Marge Piercy, Robert Stone und Gore Vidal)
- 1992: Inner Circles: How America Changed the World : a Memoir (zusammen mit Alexander Haig)
- 1997: From the Field: A Collection of Writings from National Geographic